# Grant Fuhr
Grant Scott Fuhr (Spruce Grove, 28 settembre 1962) è un ex hockeista su ghiaccio canadese.

## Biografia
Nel corso della sua carriera ha giocato con Victoria Cougars, Edmonton Oilers, Moncton Alpines, Cape Breton Oilers, Toronto Maple Leafs, Buffalo Sabres, Rochester Americans, Los Angeles Kings, St. Louis Blues, Calgary Flames e Saint John Flames.
Nel 1988 si è aggiudicato il Vezina Trophy.
Con la nazionale canadese ha vinto due Canada Cup (1984 e 1987) e ha conquistato una medaglia d'argento ai campionati mondiali del 1989 svoltisi in Svezia.
Nel 2003 è stato inserito nella Hockey Hall of Fame.